# Pősze Lajos (politikus)
Pősze Lajos (Debrecen, 1954. szeptember 27. –) politikus, független országgyűlési képviselő. Korábban MDF-es, FKGP-s és Jobbikos színekben is politizált, a kilencvenes évek elején pedig a Szerencsejáték Zrt.-t vezette.

## Tanulmányai
Édesapja a Debreceni Református Kollégium Gimnáziuma és Diákotthona igazgatója volt.
Általános, középiskolai és egyetemi tanulmányait is Debrecenben végezte. 1978-ban szerzett matematikusi diplomát a Debreceni Egyetemen (akkoriban Kossuth Lajos Tudományegyetem). A közigazgatásban helyezkedett el, ahol a ranglétrát végigjárva igazgatóhelyettes lett az Államigazgatási Számítógépes Szolgálatnál.

## A politikában
A politikai karrierjét 1990-ben az MDF-nél kezdte, mint kampányvezető. A pártot 1993-ban hagyta el, mikor nem volt hajlandó elhatárolódni Csurka Istvántól, illetve a számára felkínált kormányzati pozíciókat is visszautasította.
1991–94 között a Szerencsejáték Rt.-t vezette, amíg nem menesztették (jogszerűtlenül, ezzel kapcsolatban később munkaügyi pert is nyert). Elnök-vezérigazgatóként a lottóban az ő idején szüntették meg a rendszeres tárgynyeremény-sorsolásokat és vezették be a teljes halmozódást. 1997-ben távozott végleg a cégtől.
1998-ban a Független Kisgazdapárt (FKgP) jelöltjeként indult a választások első fordulójában a párt országos listáján, mandátumot azonban nem szerzett. Politikai nézeteltérésekre hivatkozva még abban az évben megszakította minden kapcsolatát az FKgP-vel.
Később csatlakozott a Jobbikhoz, egyéni képviselőjelöltje is volt a pártnak Kispesten. A 2010-es országgyűlési választáson a Jobbik Somogy megyei területi listájáról jutott a parlamentbe. A választások során a Jobbik kancelláriaminiszter-jelöltje volt.
2010. december 9-én a Jobbik országos elnökségének döntő többsége megszavazta mandátumának visszavételét, amelyet még saját esküjükben rögzítettek a párt képviselői. Miután nem volt hajlandó mandátumától önként megválni, december 13-án a Jobbik képviselőcsoportja azzal az indokkal zárta ki soraiból, hogy „végleg eltávolodott a párt irányvonalától". A továbbiakban független képviselőként politizált az Országgyűlésben.
2011. január 19-én bejelentette, hogy „elégedetlen jobbikosokból és az egykori MDF-bázisán egy felszabadult, kulturált, hazafias mozgalmat”" kíván létrehozni, és híveit „patrióta alapon” szeretné megszólítani. Kaposváron, Debrecenben, Budapesten és Szentesen tartott toborzó rendezvényt. Utóbbi helyen ellentüntetők is várták.
Ő volt az egyetlen nem kormánypárti politikus, aki 2011 áprilisában megszavazta az új Alaptörvényt.

## Közéleti tevékenysége
Önéletrajza szerint elnöke volt a Magyar Kézilabda Szövetségnek, és tagja volt a Magyar Olimpiai Bizottságnak, de vezette a Magyar Technikai és Tömegsportok Országos Szövetségét, a Magyarok Világlapját és az Erdélyi Magyarság alapítványt is.

## Magánélete
Nős, egy gyermek édesapja.